# Fata
Fata je žensko osebno ime.

## Izvor imena
Ime Fata je izpeljanka iz muslimanskega ženskega imena Fatima.

## Pogostost imena
Po podatkih Statističnega urada Republike Slovenije so bile na dan 31. decembra 2007 v Sloveniji 103 osebe z imenom Fata.

## Zanimivost
Fata (igra Lucija Ćirović) je lik v slovenski televizijski nanizanki »TV dober dan«.